# Trypanidius
Trypanidius is een kevergeslacht uit de familie van de boktorren (Cerambycidae). De wetenschappelijke naam van het geslacht werd voor het eerst geldig gepubliceerd in 1847 door Blanchard.

## Soorten
Trypanidius omvat de volgende soorten:
- Trypanidius albosignatus (Melzer, 1932)
- Trypanidius andicola Blanchard, 1847
- Trypanidius apicalis Aurivillius, 1921
- Trypanidius dimidiatus Thomson, 1860
- Trypanidius insularis Fisher, 1925
- Trypanidius irroratus Monné & Delfino, 1980
- Trypanidius isolatus Waterhouse, 1890
- Trypanidius maculatus Monné & Delfino, 1980
- Trypanidius mexicanus Thomson, 1860
- Trypanidius mimicavus Carelli, Monné & Souza, 2013
- Trypanidius nocturnus Fisher, 1942
- Trypanidius notatus (Fabricius, 1787)
- Trypanidius proximus Melzer, 1931
- Trypanidius rubripes Bates, 1872
- Trypanidius spilmani Villiers, 1980